# Sieglinde Winkler
Sieglinde Winkler (30 marzo 1966) è un'ex sciatrice alpina austriaca.

## Biografia
Specialista delle prove veloci originaria di Ferlach, la Winkler ottenne il primo piazzamento internazionale in occasione della discesa libera di Coppa del Mondo disputata il 13 febbraio 1982 ad Arosa (7ª) e in quella stessa stagione 1981-1982 in Coppa Europa vinse la classifica di discesa libera e si piazzò 2ª in quella generale; in seguito in Coppa del Mondo conquistò tre podi: l'11 gennaio 1986 a Bad Gastein in discesa libera (2ª), il 2 marzo seguente a Furano in supergigante (2ª) e il 10 gennaio 1987 a Mellau in discesa libera (3ª). Il suo ultimo piazzamento internazionale fu il 9º posto colto nella discesa libera di Coppa del Mondo disputata a Calgary l'8 marzo 1987; non prese parte a rassegne olimpiche né ottenne piazzamenti ai Campionati mondiali. È sposata con il saltatore con gli sci Ernst Vettori, a sua volta atleta di alto livello.

## Palmarès

### Coppa del Mondo
- Miglior piazzamento in classifica generale: 26ª nel 1986
- 3 podi:
  - 2 secondi posti
  - 1 terzo posto

### Coppa Europa
- Miglior piazzamento in classifica generale: 2ª nel 1982[1]
- Vincitrice della classifica di discesa libera nel 1982[1]

### Campionati austriaci
- 5 medaglie[1]:
  - 1 oro (combinata nel 1984)
  - 1 argento (discesa libera nel 1982)
  - 3 bronzi (combinata nel 1982; discesa libera, slalom gigante nel 1984)